# عرفه (محافظة العيص)
عرفه، قرية من قرى محافظة العيص، والتابعة لمنطقة المدينة المنورة في السعودية.